# Snappsköldpadda
Snappsköldpadda (Chelydra serpentina) är en sköldpaddsart som tillhör familjen huggsköldpaddor. IUCN kategoriserar arten globalt som livskraftig.

## Underarter
Arten delas i Catalogue of Life 2011 in i följande underarter:
- C. s. serpentina
- C. s. osceola
- C. s. rossignonii
- C. s. acutirostris

Shaffer et al. (2008) synonymiserade underarten osceola med serpentina, baserat på att det saknas utmärkande genetiska skillnader. Phillips et al. (1996) gav underarterna rossignoni och acutirostris artstatus (rankade dem som egna arter), baserat på genetiska skillnader.

## Utbredning
Internationella naturvårdsunionen (IUCN) följer uppdelningen enligt Phillips et al. och anger utbredningen för C. serpentina till Nordamerika, där denna sköldpaddsart är vitt spridd öster om Klippiga bergen, så långt norrut som till omkring de Stora sjöarna och Nova Scotia och söderut till Florida och floden Nueces i Texas. I en del av de områden där den idag förekommer är den inte ursprunglig, utan har spritts genom förvildning efter att ha släppts ut i naturen eller på något annat sätt hamnat där. Även i västligare delar av Nordamerika där arten inte är ursprunglig kan förvildade eller utsläppta snappsköldpaddor påträffas, dock är den inte vitt spridd i väst.
Utanför Nordamerika förekommer snappsköldpadda som introducerad art i Kina, Japan och Taiwan.
Den kan i områden där den inte är ursprunglig betraktas som en invasiv art. Den är exempelvis ansedd som en invasiv art i Kalifornien
 och listad som en invasiv art i Japan.

## Ekologi
Snappsköldpaddan är en stor sköldpadda och har en ryggsköld (carapax) som hos en hane kan mäta upp till 49,4 cm och hos en hona upp till 36,6 cm. Ryggsköldens längd kallas carapaxlängd. En snappsköldpaddshane når könsmognad vid en ålder på mellan 4 och 6 år och en carapaxlängd på 18-19 cm. En hona når könsmognad vid en ålder på omkring 10 till 12 år och en carapaxlängd på 20 till 22 cm, men beroende på livsbetingelser är spannet för honans könsmognad ganska brett, mellan 9 och 18 år och en storlek på 19-29 cm. Livslängden för arten är normalt 25–30 år, men den kan bli upp mot 40 år.
Arten är mycket anpassningsbar och förekommer både i floder, bäckar, sjöar och reservoarer och i olika typer av våtmarker och tillfälliga vattensamlingar, från låglänta tidvattenpåverkade områden och upp till en höjd av 2 000 meter över havet.
Dess föda är varierad, snappsköldpaddor är allätare som både tar mindre djur och äter växter, och de äter även as.
En hona lägger 25–45 ägg per kull och äggen kläcks efter 75–95 dagar. De nykläckta snappsköldpaddsungarna mäter i genomsnitt ungefär 29 mm (kan variera mellan 16 och 38 mm).